# Комсомольский (Кваркенский район)
Комсомольский — посёлок в Кваркенском районе Оренбургской области в составе Бриентского сельсовета.

## География
Находится на расстоянии примерно 35 километров по прямой на запад-север-запад от районного центра села Кваркено.

## Климат
Климат резко континентальный с недостаточным количеством осадков в течение года (около 350 мм). Зима (начало ноября — конец марта) умеренно холодная с устойчивыми морозами. Преобладающая дневная температура воздуха в наиболее холодные месяцы — −12…−16 °C, — ночная — −17…−20 °C (абс. мин. −46 °C). Снежный покров устанавливается в конце ноября, толщина его к концу февраля достигает 40 см. Весна (конец марта — конец мая) в первой половине прохладная, во второй — тёплая. Снежный покров сходит в начале апреля. По ночам до конца мая возможны заморозки. Лето тёплое, преимущественно с ясной погодой. Преобладающая дневная температура воздуха 22—24 °C (абс. макс. 40 °C), ночная 14—16 °C. Периодически бывает засуха. Осень (конец августа — начало ноября) в первой половине малооблачная, тёплая. Во второй половине преобладает пасмурная погода с затяжными моросящими дождями. В конце сезона выпадает снег. Ночные заморозки начинаются с конца сентября.

## История
Предположительно был основан как посёлок у животноводческой фермы колхоза «Утёс» в 1935 — 38 годах. Официально наименование поселению посёлок «Комсомольск» дано было в октябре 1966 года.

## Население
Постоянное население составляло 182 человека в 2002 году (казахи 46 %), 149 человек в 2010 году.